# Нада Вилотијевић
Нада Вилотијевић (8. јул 1953) је српски универзитетски професор и ауторка уџбеника из области педагогије. Живи и ради у Београду. Пореклом је из Врбаса.

## Биографија
Докторирала је педагогију 2000. године на Филозофском факултету Универзитета у Источном Сарајеву. Предаје стручне предмете на Учитељском факултет Универзитета у Београду од 2006. године.
Велики број књига написала је заједно са својим супругом академиком и професором Младеном Вилотијевићем.
Има сина Виктора Вилотијевића, рођеног 1988. године, који живи у САД, где ради као режисер и филмски критичар. Њен супруг поред Виктора, има још двоје деце Весну и Горана.

## Дела
- Породична педагогија (2002)
- Пројектна настава (2010)
- Интегративно тематска настава природе и друштва (2011)
- Теоријске основе школског курикулума (2011)
- Модели развијајуће наставе 1 (2016)
- Школска педагогија - практикум за студенте (2018)
- Пројектна настава у ИКТ окружењу (2018)
- Информатичке основе интегративне наставе (2019)[3]